# Eli Whitney Blake Jr.
Eli Whitney Blake Jr. (20 de Abril de 1836 – 10 de Janeiro de 1895) foi um cientista americano. Seu pai e xará foi um inventor e sócio da fábrica Blake Brothers. A origem do nome Eli Whitney vem do tio de Blake, Eli Whitney, que mudou a cara da indústria do algodão com a invenção do descaroçador de algodão.

## Primeiros anos
Blake nasceu no dia 20 de Abril de 1836 em New Haven, Connecticut. Foi um dos doze filhos de Eli Whitney Blake e Eliza Maria (nascida O'Brien) Blake. Através de sua mãe, era descendente do Rev. James Pierpont, um dos co-fundadores de Yale.
Blake graduou-se na Universidade Yale em 1857, depois que ficou um ano na Escola Científica Sheffield. Era membro da Skull and Bones, turma de 1857. Após seu período na escola, viajou para a Europa, onde estudou química e física nas universidades de Heidelberg, Marburgo e Berlim.

## Carreira
Ao voltar para os Estados Unidos, foi nomeado professor de química e física na Universidade de Vermont (1867). Depois de menos de um ano, foi para a Universidade Cornell, onde foi professor de física e artes mecânicas (1868-1870). Durante esse período, também atuou temporariamente como professor de física na Columbia College de 1868 até 1869. De 1870 a 1895, ocupou a presidência de física na Universidade Brown.
Embora não seja uma figura muito conhecida na comunidade científica, Blake era membro da Associação Americana para o Avanço da Ciência e outras associações semelhantes. Também contribuiu para vários jornais científicos, como o American Journal of Science and Arts.

## Vida pessoal
No dia 8 de Março de 1860, Blake casou-se com Helen Mary Rood (1832–1869), filha do Rev. Anson Rood e Alida Gouverneur (nascida Ogden) Rood (filha do Rev. Uzal Ogden). Entre sua família estava o tio Nicholas Gouverneur Ogden, sócio de John Jacob Astor. Juntos, Eli e Helen foram os pais de:
- Alida Gouverneur Blake (1861–1938), que casou-se com Barclay Hazard, filho de Thomas Robinson Hazard e sobrinho de Rowland G. Hazard.[8]

- Eli Whitney Blake III (1867–1902), que morreu aos 35 anos.

Blake morreu no dia 10 de Janeiro de 1895 em Hampton, Connecticut.